# Drapacz chmur (film 2018)
Drapacz chmur (ang. Skyscraper) – amerykański film akcji z 2018 roku.

## Fabuła
Były agent FBI Will Sawyer zajmuje się oceną bezpieczeństwa wieżowców. Zostaje obarczony winą za pożar chińskiego wieżowca i próbuje znaleźć prawdziwych sprawców oraz uratować swą rodzinę, uwięzioną przez pożar.

## Obsada
- Dwayne Johnson – Will Sawyer
- Neve Campbell – Sarah Sawyer
- Chin Han – Zhao Long Ji
- Roland Møller – Kores Botha
- Noah Taylor – pan Pierce
- Byron Mann – inspektor Wu
- Pablo Schreiber – Ben Gillespie
- Hannah Quinlivan – Xia

## Odbiór

### Box office
Budżet filmu jest szacowany na 125 milionów dolarów. W Stanach Zjednoczonych i w Kanadzie film zarobił 68,4 mln USD. W innych krajach przychody wyniosły 236,4 mln, a łączny przychód 304,9 mln dolarów.

### Krytyka w mediach
Film spotkał się z mieszaną reakcją krytyków. W serwisie Rotten Tomatoes 48% ze 295 recenzji jest pozytywne, a średnia ocen wyniosła 5,2/10. Na portalu Metacritic średnia ocen z 43 recenzji wyniosła 51 punktów na 100.